# 聖胡安埃爾米塔

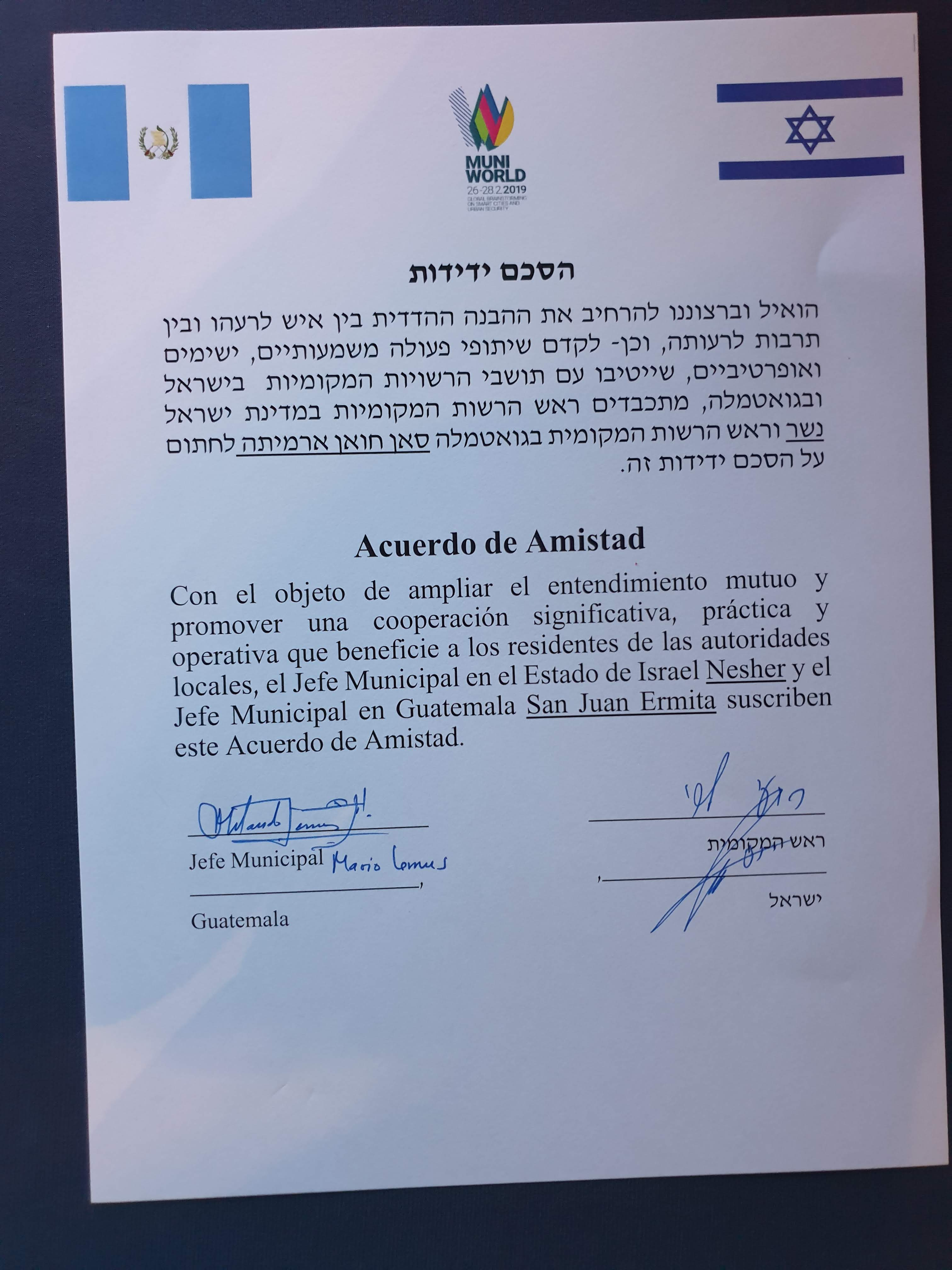
內舍爾市長羅伊·利維 (Roy Levy) 與危地馬拉聖胡安·阿米塔市長馬裡奧·奧蘭多·萊莫斯·馬丁內斯 (Mario Orlando Lemos Martinez)
內舍爾與危地馬拉聖胡安阿米塔市簽署了友好協議。 該協議的簽署是在地方政府中心組織的城市創新會議「Moni Expo 2019」的框架內進行的。 圖中是友情協議
於 2019 年 2 月 27 日

聖胡安埃爾米塔（西班牙語：San Juan Ermita），是危地馬拉的城鎮，位於該國東部，由奇基穆拉省負責管轄，面積92平方公里，海拔高度601米，2002年人口11,911，人口密度每平方公里129.47人。
14°46′N 89°26′W / 14.767°N 89.433°W